# Comptoir des entrepreneurs
Le Comptoir des entrepreneurs est un organisme de crédit français né après la révolution de février 1848 et de la crise du crédit qui suivit. Le Comptoir national d'escompte de Paris est ainsi créé pour subvenir aux besoins des industriels français dans les principales villes de France. L’organisme comprend alors quatorze sous-comptoirs, couvrant chacun différents secteurs de l’industrie, parmi lesquels le Sous-comptoir des entrepreneurs de bâtiment, institué par un décret du 24 mars 1848. Il est opérationnel dès le mois de juillet 1848.
On lui doit notamment le financement de la construction de certains quartiers de Paris de 1860 à 1880.
Le Sous-comptoir des entrepreneurs de bâtiment devint « Comptoir des entrepreneurs » en 1964.
En 1993 le Comptoir des Entrepreneurs est confronté à une grave crise financière et le gouvernement décide de nommer un nouveau président François Lemasson .
Celui-ci engage un plan de redressement qui permettra d'adosser le Comptoir à la société d'assurances AGF. 
Le Comptoir des entrepreneurs fusionne avec la banque La Hénin pour donner naissance à Entenial, achetée en 2003 par le Crédit foncier de France à l'arrivée de François Drouin.